# بئر عجم
بئر عجم (به عربی: بئر عجم) یک روستا  در سوریه است که در استان قنیطره واقع شده‌است.

## خصوصیات
بئر عجم ۳۵۳ نفر جمعیت دارد و ۹۴۲ متر بالاتر از سطح دریا واقع شده‌است. جمعیت روستا را مردم چرکس (قومی از شمال قفقاز که در قرن ۱۹ام به دلیل نسل‌کشی روسیه تزاری، پناهنده مملکت عثمانی شدند) تشکیل می دهند.